# Vincent Lambe
Vincent Lambe (* 1. Dezember 1980 in Dublin) ist ein irischer Filmregisseur, -produzent und Drehbuchautor.

## Leben
Vincent Lambe studierte am Dún Laoghaire Institute of Art, Design and Technology, der nationalen Filmschule in Irland. Dort machte er 2002 sein nationales Diplom in Design in Communications – Film & Video. Während des Studiums drehte er die drei Kurzfilme After the War (1999), Sacred (2000) und Broken Things (2002).
2018 erschien In Gewahrsam, ein Kurzfilm, der auf dem Mord an James Bulger beruht. Er wurde in der Kategorie Bester Kurzfilm bei der 91. Oscarverleihung 2019 nominiert.

## Filmografie
- 1999: After the War
- 2000: Sacred
- 2002: Broken Things
- 2018: In Gewahrsam (Detainment)